# Gebäude der Banco de Valencia
Das Gebäude der Banco de Valencia ist ein im Stil des Neobarock errichtetes Bügeleisengebäude im Zentrum der spanischen Stadt Valencia. Es gilt heute als wichtigstes Bauwerk des valencianischen Neobarock.

## Lage
Das Bauwerk befindet sich im historischen Zentrum der spanischen Mittelmeerstadt Valencia. Unweit des zentralen Platzes Plaça de l’Ajuntament befindet sich das dreieckige Haus an der Stelle, an der die Straßen Carrer del Pintor Sorolla und Carrer de Don Juan de Austria in die Carrer de les Barques übergehen. Das Teatre Principal de València, das größte Theater der Stadt, befindet sich direkt gegenüber dem Bankgebäude.

## Geschichte
Das Bauwerk wurde als neuer Hauptsitz der Banco de Valencia im Jahr 1935 im Wesentlichen von den Architekten Francisco Javier Görlich und Francisco Almenar entworfen. Der Entwurf enthielt, dem Zeitgeist nach dem spanischen Bürgerkrieg entsprechend, regionale Stilelemente. Schließlich nahmen die später ausführenden Architekten Vicente Traver und Antonio Gómez Davó Anpassungen vor. Der für den Bau benötigte Stahl musste aufgrund des Zweiten Weltkrieges und dem daraus folgenden mangelnden Angebot teilweise im Tausch gegen Zitrusfrüchte aus Großbritannien eingekauft werden. Das Gebäude wurde letztlich am 24. Juli 1942 als neuer Hauptsitz der Banco de Valencia offiziell eingeweiht. Zum damaligen Zeitpunkt überragte das Gebäude noch die umliegenden Häuser bei Weitem.
Im Oktober 1957 führte die sogenannte Große Flut von Valencia zu Schäden am Gebäude.
Die CaixaBank erwarb 2012 die Banco de Valencia und das zugehörige Hauptgebäude. Seit Dezember 2017 befindet sich in dem Gebäude auch der Hauptsitz der CaixaBank. Dazu wurde das Gebäude vollständig renoviert und der auffällige Schriftzug „Banco de Valencia“ im oberen Bereich des Gebäudes entfernt. Die CaixaBank beabsichtigte 2020 zusätzlich die Entfernung des Schriftzuges über dem Haupteingang sowie eines Reliefs der Initialen der Banco de Valencia. Dies führte aus Gründen des Denkmalschutzes zu Widerstand, weshalb zunächst keine weiteren Veränderungen vorgenommen wurden.

## Architektur

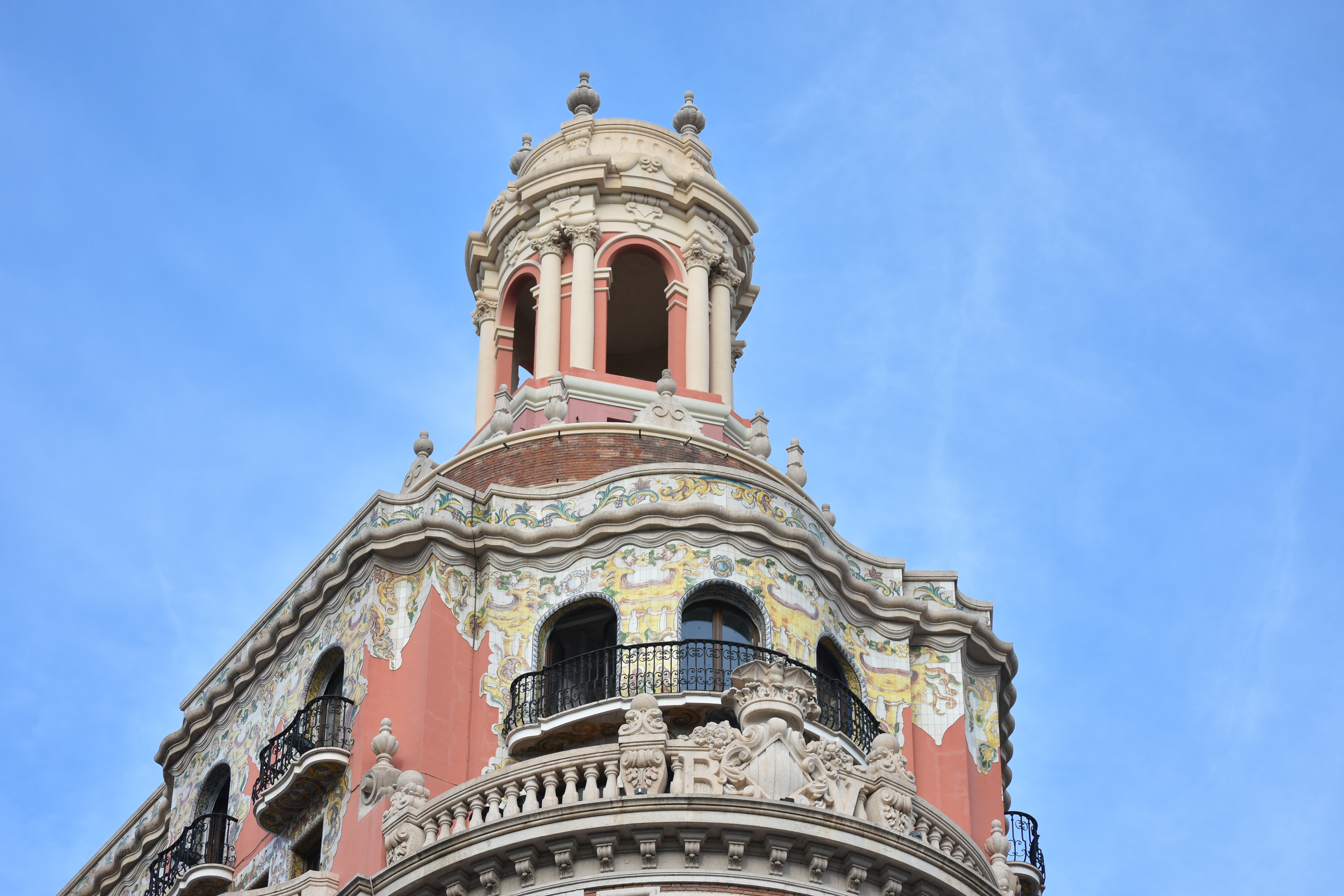
Detailansicht des oberen Teils des Banco-de-Valencia-Gebäudes

Das dreieckige Gebäude kann in einen unteren, mittleren und oberen Teil untergliedert werden. Der aus zweifarbigem Marmor errichtete zweigeschossige untere Teil des Gebäudes besteht aus klassischen Säulen, welche auf einem Sockel ruhen. Die Fassade des sechsgeschossigen mittleren Teils besteht aus rotem Backstein und dekorativen Elementen aus weißem Kalksandstein. Die beiden obersten Stockwerke weisen einen kleineren Grundriss auf und werden an der vorderen Spitze von einem kleinen Türmchen gekrönt. Die rosafarbene Fassade des oberen Teils wurde mit weißem Kalkstein und Fliesen verziert.
Insgesamt erreicht das zehnstöckige Gebäude eine Höhe von 43 Metern.